# Thorectes banghaasi
Thorectes banghaasi is een keversoort uit de familie mesttorren (Geotrupidae). De wetenschappelijke naam van de soort werd in 1892 gepubliceerd door Edmund Reitter.